# Lijst van gemeentelijke monumenten in Voorst (gemeente)
De gemeente Voorst heeft 175 gemeentelijke monumenten. Hieronder staat een overzicht per dorp. 

## Klarenbeek
De plaats Klarenbeek kent in de gemeente Voorst zeven gemeentelijke monumenten, zie de Lijst van gemeentelijke monumenten in Klarenbeek.

## Nijbroek
De plaats Nijbroek kent 19 gemeentelijke monumenten:
| Object                                                                                                  | Bouwjaar            | Architect | Locatie          | Coördinaten                  | Nr.      | Afbeelding                                                                                              |
| --- | ------------------- | --------- | ---------------- | ---------------------------- | -------- | --- |
| De Blankemate                                                                                           | 1925-1950           |           | Blankematerweg 2 | 52° 19' 20" NB, 6° 4' 13" OL | 0285/008 | De Blankemate                                                                                           |
| Ossenhoeve                                                                                              | 1887                |           | Breestuk 2       | 52° 17' 54" NB, 6° 4' 25" OL | 0285/009 | Ossenhoeve                                                                                              |
| De Arend                                                                                                | 1925-1950           |           | Dorpsplein 2     | 52° 17' 31" NB, 6° 3' 45" OL | 0285/010 | De Arend                                                                                                |
| Kerkzicht, oorspronkelijk een boerderij met dwarsgeplaatst voorhuis                                     | 1869                |           | Dorpsplein 7     | 52° 17' 29" NB, 6° 3' 43" OL | 0285/011 | Meer afbeeldingen                                                                                       |
| 4-roedige steltenberg                                                                                   | 1913                |           | Middendijk 10    | 52° 16' 10" NB, 6° 4' 19" OL | 0285/012 | 4-roedige steltenberg                                                                                   |
| Juffer Aaltje's Erve (Aaltjeshoeve), T-boerderij met bijbehorende landbouwschuur                        | 1632-1877           |           | Middendijk 29    | 52° 17' 11" NB, 6° 3' 49" OL | 0285/013 | Meer afbeeldingen                                                                                       |
| Fransenburg, plek met ondergronds restanten van 14de-eeuws kasteel dat voor 1810 werd gesloopt.         | 1350                |           | Middendijk 31    | 52° 17' 23" NB, 6° 3' 46" OL | 0285/014 | Meer afbeeldingen                                                                                       |
| Diaconiehuisjes                                                                                         | 2de helft 19de eeuw |           | Middendijk 44-50 | 52° 17' 35" NB, 6° 3' 48" OL | 0285/015 | Diaconiehuisjes                                                                                         |
| Huize Lommerlust                                                                                        | 1925-1950           |           | Middendijk 54    | 52° 17' 49" NB, 6° 3' 46" OL | 0285/016 | Huize Lommerlust                                                                                        |
| Barmen 't Loo                                                                                           | 1912                |           | Middendijk 59    | 52° 17' 49" NB, 6° 3' 38" OL | 0285/017 | Barmen 't Loo                                                                                           |
| Hoogehuis                                                                                               | 1950-2000           |           | Middendijk 69    | 52° 18' 18" NB, 6° 3' 35" OL | 0285/018 | Hoogehuis                                                                                               |
| De Poterijen, langsdeeltype hallenhuisboerderij met onderschoer en bakhuisje                            | begin 18de eeuw     |           | Middendijk 75    | 52° 18' 39" NB, 6° 3' 35" OL | 0285/019 | Meer afbeeldingen                                                                                       |
| ´t Fort                                                                                                 | 19de eeuw           |           | Monnikenweg 1    | 52° 17' 21" NB, 6° 3' 47" OL | 0285/020 | Meer afbeeldingen                                                                                       |
| Het Reuvekampje                                                                                         | 1847                |           | Monnikenweg 6    | 52° 17' 20" NB, 6° 3' 29" OL | 0285/021 | Het Reuvekampje                                                                                         |
| Boerdam                                                                                                 | circa 1900          |           | Vaassenseweg 31  | 52° 16' 53" NB, 6° 4' 9" OL  | 0285/022 | Boerdam                                                                                                 |
| 4-roedige steltenberg                                                                                   | 1832                |           | Veluwsedijk 47A  | 52° 18' 19" NB, 6° 2' 28" OL | 0285/023 | 4-roedige steltenberg                                                                                   |
| Katerstede                                                                                              | 1850-1900           |           | Veluwsedijk 49   | 52° 18' 26" NB, 6° 2' 32" OL | 0285/024 | Katerstede                                                                                              |
| 't Sluisje van Nijbroek, natuurstenen duiker met gemetseld muurwerk en houten valschut met kaapstaander | 1328                |           | Vloeddijk bij 1  |                              | 0285/025 | 't Sluisje van Nijbroek, natuurstenen duiker met gemetseld muurwerk en houten valschut met kaapstaander |
| Westerflier                                                                                             | 1900-1925           |           | Zeedijk 15       | 52° 17' 13" NB, 6° 4' 51" OL | 0285/026 | Westerflier                                                                                             |

## Terwolde
De plaats Terwolde kent 43 gemeentelijke monumenten:
| Object                                            | Bouwjaar                                           | Architect      | Locatie                 | Coördinaten                  | Nr.       | Afbeelding                                        |
| ------------------------------------------------- | -------------------------------------------------- | -------------- | ----------------------- | ---------------------------- | --------- | ------------------------------------------------- |
| De Dijkstoel                                      | 1850                                               |                | Bandijk 1               | 52° 15' 32" NB, 6° 7' 37" OL | 0285/027  | De Dijkstoel                                      |
| De Noteboom (vroegere naamgeving: de Nieuwe Wijk) | 19de eeuw                                          |                | Bandijk 9               | 52° 16' 13" NB, 6° 6' 56" OL | 0285/028  | De Noteboom (vroegere naamgeving: de Nieuwe Wijk) |
| Ter Cera                                          | tussen 1707 en 1709                                |                | Bandijk 15              | 52° 16' 15" NB, 6° 6' 50" OL | 0285/029  | Ter Cera                                          |
| Het Kleine Blokhuis                               | 19de eeuw                                          |                | Bandijk 20              | 52° 16' 34" NB, 6° 6' 41" OL | 0285/030  | Meer afbeeldingen                                 |
| Doorrijschuur                                     | 1787                                               |                | Bandijk 20a             | 52° 16' 34" NB, 6° 6' 41" OL | 0285/030  | Doorrijschuur                                     |
| Pannen Blokhuis                                   | 18de eeuw                                          |                | Bandijk 21              | 52° 16' 21" NB, 6° 6' 50" OL | 0285/031  | Pannen Blokhuis                                   |
| Zorgvliet                                         | 1847                                               |                | Bandijk 27              | 52° 16' 31" NB, 6° 6' 37" OL | 0285/032  | Zorgvliet                                         |
| Dijkwoning                                        | 18de eeuw                                          |                | Bandijk 41              | 52° 17' 15" NB, 6° 6' 7" OL  | 0285/033  | Dijkwoning                                        |
| De Pol                                            | 19de eeuw                                          |                | Beentjesweg 2           | 52° 15' 39" NB, 6° 3' 33" OL | 0285/034  | De Pol                                            |
| De Kleverkamp                                     | 1825-1850                                          |                | Boevenbrinkstraat 3     | 52° 15' 14" NB, 6° 4' 53" OL | 0285/035  | De Kleverkamp                                     |
| De Boevenbrink                                    | 1822                                               |                | Boevenbrinkstraat 7     | 52° 15' 14" NB, 6° 4' 43" OL | 0285/036  | De Boevenbrink                                    |
| Bergkamp                                          | circa 1900                                         |                | Dorpsstraat 27          | 52° 16' 47" NB, 6° 6' 4" OL  | 0285/037  | Bergkamp                                          |
| De Zwaan                                          | 1651                                               |                | Dorpsstraat 51          | 52° 16' 51" NB, 6° 6' 2" OL  | 0285/038  | De Zwaan                                          |
| De Heeg                                           | 1925-1950                                          |                | Heegsestraat 10         | 52° 17' 54" NB, 6° 5' 4" OL  | 0285/039  | De Heeg                                           |
| Sluisje met valschut                              | 15de eeuw, restauratie 2014                        |                | Kadijk bij Zeedijk      |                              | 0285/040  | Sluisje met valschut                              |
| R.K. Kerk 'Antonius'                              | 1920                                               | Hermanus Kroes | Kerkstraat 30, De Vecht | 52° 15' 29" NB, 6° 2' 12" OL | 0285/041  | R.K. Kerk 'Antonius'                              |
| Huize Livonia                                     | 1908                                               |                | Kolkweg 2               | 52° 16' 57" NB, 6° 6' 0" OL  | 0285/042  | Huize Livonia                                     |
| Koetshuis                                         | 1950-2000                                          |                | Kolkweg 4               | 52° 16' 57" NB, 6° 6' 1" OL  | 0285/043  | Koetshuis                                         |
| Het Anker                                         | 1850-1900                                          |                | Kuiperstraat 1          | 52° 16' 28" NB, 6° 6' 18" OL | 0285/044  | Het Anker                                         |
| De Lochem                                         | 1850-1900                                          |                | Lochemsestraat 6        | 52° 14' 41" NB, 6° 1' 45" OL | 0285/045  | De Lochem                                         |
| 4-roedige steltenberg                             | 1838                                               |                | Lochemsestraat 16       | 52° 14' 58" NB, 6° 2' 7" OL  | 0285/046  | 4-roedige steltenberg                             |
| Bethel, kerkzaal                                  | begin 19de eeuw                                    |                | Lochemsestraat 42       | 52° 15' 25" NB, 6° 2' 25" OL | 0285/047  | Bethel, kerkzaal                                  |
| Molenzicht                                        | 1904                                               |                | Molenweg 30             | 52° 17' 10" NB, 6° 5' 53" OL | 0285/048  | Molenzicht                                        |
| De Middenhof                                      | 1868                                               |                | Molenweg 31             | 52° 17' 36" NB, 6° 5' 34" OL | 0285/048a | De Middenhof                                      |
| Het Nieuwe Veen                                   | 1950-2000                                          |                | Ossenkolkweg 7          | 52° 18' 34" NB, 6° 4' 50" OL | 0285/049  | Het Nieuwe Veen                                   |
| Ronde Kampje                                      | circa 1900                                         |                | Ossenkolkweg 13         | 52° 18' 56" NB, 6° 4' 19" OL | 0285/050  | Ronde Kampje                                      |
| Groot Bredenoord                                  | 1950-2000                                          |                | Ossenkolkweg 17         | 52° 18' 54" NB, 6° 4' 48" OL | 0285/051  | Groot Bredenoord                                  |
| De Aze                                            | 1914                                               |                | Quabbenburgerweg 11     | 52° 15' 4" NB, 6° 5' 2" OL   | 0285/052  | De Aze                                            |
| De Ruiterkolk, boerderij met twee steltenbergen   | 1699                                               |                | Quabbenburgerweg 23     | 52° 15' 32" NB, 6° 5' 5" OL  | 0285/053  | Meer afbeeldingen                                 |
| Het Veersteland                                   | 1925                                               |                | Trippestraat 7          | 52° 15' 50" NB, 6° 5' 52" OL | 0285/054  | Het Veersteland                                   |
| Boscamp                                           | boerderij (1844), dwarsgeplaatst achterdeel (1723) |                | Twelloseweg 3           | 52° 15' 29" NB, 6° 6' 18" OL | 0285/055  | Boscamp                                           |
| De Oude Weide                                     | 1950-2000                                          |                | Twelloseweg 23          | 52° 15' 52" NB, 6° 6' 14" OL | 0285/056  | Upload foto                                       |
| Het Achterkampje                                  | 1950-2000                                          |                | Twelloseweg 49          | 52° 16' 6" NB, 6° 6' 22" OL  | 0285/057  | Het Achterkampje                                  |
| Boetinkstee                                       | 1773                                               |                | Twelloseweg 82          | 52° 16' 33" NB, 6° 6' 16" OL | 0285/058  | Boetinkstee                                       |
| Voormalige dienstwoning op landgoed 'de Matanze'  | circa 1900                                         |                | Twelloseweg 107         | 52° 16' 43" NB, 6° 6' 12" OL | 0285/059  | Voormalige dienstwoning op landgoed 'de Matanze'  |
| Voormalig kosterswoning                           | 1882                                               |                | Vaassenseweg 1          | 52° 16' 59" NB, 6° 5' 54" OL | 0285/060  | Voormalig kosterswoning                           |
| De Wolterkamp                                     | 1904                                               |                | Vaassenseweg 9          | 52° 16' 58" NB, 6° 5' 40" OL | 0285/061  | De Wolterkamp                                     |
| De Vuile Winkel                                   | 1908                                               |                | Vaassenseweg 15         | 52° 17' 3" NB, 6° 5' 13" OL  | 0285/062  | De Vuile Winkel                                   |
| Pannenhuis                                        | 1850-1900                                          |                | Vollehandsweg 9-9A      | 52° 15' 33" NB, 6° 7' 24" OL | 0285/063  | Pannenhuis                                        |
| Hallenhuisboerderij                               | 1854                                               |                | Wijkseweg 6             | 52° 16' 16" NB, 6° 6' 23" OL | 0285/065  | Hallenhuisboerderij                               |
| Pniël, kerkzaal                                   | 1903                                               |                | Wijkseweg 25            | 52° 16' 13" NB, 6° 6' 36" OL | 0285/066  | Pniël, kerkzaal                                   |
| De Ziele                                          | midden 19de eeuw                                   |                | Zeedijk 3               | 52° 16' 11" NB, 6° 5' 37" OL | 0285/067  | De Ziele                                          |
| Het Diepenveen/de Brugge                          | 1870                                               |                | Zeedijk 5               |                              | 0285/068  | Het Diepenveen/de Brugge                          |

## Teuge
De plaats Teuge kent vijf gemeentelijke monumenten:
| Object                                                                                     | Bouwjaar    | Architect | Locatie            | Coördinaten                  | Nr.      | Afbeelding                                                                                 |
| ------------------------------------------------------------------------------------------ | ----------- | --------- | ------------------ | ---------------------------- | -------- | ------------------------------------------------------------------------------------------ |
| Klein Hontschoten: hallenhuisboerderij met rietgedekt wolfsdak, inclusief 2 leilindes      | 1850 - 1872 |           | Bottenhoekseweg 9  | 52° 13' 45" NB, 6° 2' 50" OL | 0285/069 | Klein Hontschoten: hallenhuisboerderij met rietgedekt wolfsdak, inclusief 2 leilindes      |
| De Zwaan, voormalig café-restaurant uit 1900. De oorsprong zou teruggaan tot de 17de eeuw. | 1903        |           | Rijksstraatweg 194 | 52° 14' 12" NB, 6° 3' 1" OL  | 0285/070 | De Zwaan, voormalig café-restaurant uit 1900. De oorsprong zou teruggaan tot de 17de eeuw. |
| De Beukelaar: boerderij van het type hallenhuis, voor het eerst vermeld in 1333.           | 1869        |           | Rijksstraatweg 168 | 52° 14' 17" NB, 6° 3' 30" OL | 0285/071 | De Beukelaar: boerderij van het type hallenhuis, voor het eerst vermeld in 1333.           |
| Het Slijck (‘t Slyck), hallenhuisboerderij                                                 | 1823        |           | Rijksstraatweg 174 | 52° 14' 14" NB, 6° 3' 16" OL | 0285/072 | Het Slijck (‘t Slyck), hallenhuisboerderij                                                 |
| ´t Middenzand, hallenhuisboerderij (uit 1900)                                              | voor 1827   |           | Zandenallee 2      | 52° 14' 54" NB, 6° 3' 12" OL | 0285/073 | ´t Middenzand, hallenhuisboerderij (uit 1900)                                              |

## Twello
De plaats Twello kent 37 gemeentelijke monumenten:
| Object                                       | Bouwjaar                        | Architect       | Locatie                | Coördinaten                  | Nr.      | Afbeelding                                   |
| -------------------------------------------- | ------------------------------- | --------------- | ---------------------- | ---------------------------- | -------- | -------------------------------------------- |
| De Kleine Ziele                              | 1872                            |                 | de Oude Ziele 3        | 52° 14' 47" NB, 6° 8' 10" OL | 0285/074 | De Kleine Ziele                              |
| De Grote Ziele                               | 1848                            |                 | de Oude Ziele 6        | 52° 14' 48" NB, 6° 8' 10" OL | 0285/075 | De Grote Ziele                               |
| Prieel, oorspronkelijk bij 'Huize Vredenhof' | 1901                            |                 | Dernhorstlaan 16       | 52° 14' 46" NB, 6° 7' 27" OL | 0285/076 | Prieel, oorspronkelijk bij 'Huize Vredenhof' |
| Landbouwschuur op landgoed 'Sterrebosch'     | 1921                            |                 | Dijkhofstraat 16       | 52° 15' 10" NB, 6° 7' 13" OL | 0285/077 | Upload foto                                  |
| Dorpspand                                    | 1815-1829                       |                 | Dorpsstraat 1          | 52° 14' 19" NB, 6° 6' 25" OL | 0285/078 | Dorpspand                                    |
| De Statenhoed                                | 1661                            |                 | Dorpsstraat 3          | 52° 14' 17" NB, 6° 6' 22" OL | 0285/079 | De Statenhoed                                |
| Stadwijk                                     | circa 1880                      |                 | Dorpsstraat 4          | 52° 14' 19" NB, 6° 6' 24" OL | 0285/080 | Stadwijk                                     |
| Dorpspand                                    | 1818                            |                 | Dorpsstraat 6          | 52° 14' 19" NB, 6° 6' 24" OL | 0285/081 | Dorpspand                                    |
| De Klok                                      | circa 1760 (mogelijk nog ouder) |                 | Dorpsstraat 13         | 52° 14' 16" NB, 6° 6' 21" OL | 0285/082 | De Klok                                      |
| Dorpspand                                    | 1883                            |                 | Dorpsstraat 19         | 52° 14' 14" NB, 6° 6' 19" OL | 0285/083 | Dorpspand                                    |
| Voormalig gemeentehuis                       | 1859                            |                 | H.W. Iordensweg 1      | 52° 14' 20" NB, 6° 6' 28" OL | 0285/084 | Voormalig gemeentehuis                       |
| De Schokkenkamp                              | 1850-1900                       |                 | Hartelaar 5            | 52° 13' 59" NB, 6° 4' 51" OL | 0285/085 | De Schokkenkamp                              |
| Laanzicht                                    | 2de helft 19de eeuw             |                 | Hartelaar 10           | 52° 14' 1" NB, 6° 4' 13" OL  | 0285/086 | Laanzicht                                    |
| Havekeshofstede                              | 19de eeuw                       |                 | Kerklaan 8             | 52° 13' 48" NB, 6° 5' 25" OL | 0285/088 | Havekeshofstede                              |
| St. Martinuskerk                             | 1887                            | Gerard te Riele | Kerklaan 16            | 52° 13' 45" NB, 6° 5' 28" OL | 0285/089 | Meer afbeeldingen                            |
| Tuinmanswoning op landgoed Hunderen          | midden 19de eeuw                |                 | Kruisvoorderweg 1      | 52° 14' 55" NB, 6° 6' 38" OL | 0285/090 | Tuinmanswoning op landgoed Hunderen          |
| Het Look                                     | 1752                            |                 | Meermuidenseweg 27     | 52° 15' 29" NB, 6° 7' 29" OL | 0285/091 | Het Look                                     |
| Koetshuis bij Huize Welbergen                | 19de eeuw                       |                 | Oude Rijksstraatweg 63 | 52° 14' 14" NB, 6° 5' 10" OL | 0285/092 | Koetshuis bij Huize Welbergen                |
| Huize Welbergen                              | 1843                            |                 | Oude Rijksstraatweg 65 | 52° 14' 14" NB, 6° 5' 10" OL | 0285/093 | Huize Welbergen                              |
| De Kremmerij                                 | 1769                            |                 | Oude Wezeveldseweg 4   | 52° 14' 20" NB, 6° 5' 6" OL  | 0285/094 | Meer afbeeldingen                            |
| Maria ter Ere veldkapel                      | 1945                            |                 | Oude Wezeveldseweg     | 52° 14' 39" NB, 6° 4' 23" OL | 0285/095 | Maria ter Ere veldkapel                      |
| Hallenhuisboerderij                          | 1850-1900                       |                 | Parallelweg 9          | 52° 14' 37" NB, 6° 7' 12" OL | 0285/096 | Hallenhuisboerderij                          |
| Villa Welgelegen                             | 1912                            |                 | Rijksstraatweg 19      | 52° 14' 49" NB, 6° 7' 23" OL | 0285/097 | Upload foto                                  |
| De Flierkamp                                 | oorsprong 1607, 19de eeuw       |                 | Rijksstraatweg 28      | 52° 14' 47" NB, 6° 6' 51" OL | 0285/098 | De Flierkamp                                 |
| De Lindenhof (vroeger 'Nieuwe Emstermate')   | eind 19de eeuw                  |                 | Rijksstraatweg 39      | 52° 14' 43" NB, 6° 6' 50" OL | 0285/099 | De Lindenhof (vroeger 'Nieuwe Emstermate')   |
| Nieuw Schoonoord                             | 1901                            |                 | Rijksstraatweg 42      | 52° 14' 36" NB, 6° 6' 38" OL | 0285/100 | Nieuw Schoonoord                             |
| Huize Schoonoord                             | circa 1800                      |                 | Rijksstraatweg 44      | 52° 14' 34" NB, 6° 6' 36" OL | 0285/101 | Huize Schoonoord                             |
| Huize Malang                                 | circa 1900                      |                 | Rijksstraatweg 94-94a  | 52° 14' 30" NB, 6° 6' 10" OL | 0285/102 | Huize Malang                                 |
| Ida                                          | begin 1900                      |                 | Rijksstraatweg 101     | 52° 14' 29" NB, 6° 6' 19" OL | 0285/103 | Ida                                          |
| Houck                                        | 1892                            |                 | Rijksstraatweg 103     | 52° 14' 29" NB, 6° 6' 16" OL | 0285/104 | Houck                                        |
| De Rechthoek                                 | 1879/1899                       |                 | Rijksstraatweg 135     | 52° 14' 25" NB, 6° 5' 56" OL | 0285/105 | De Rechthoek                                 |
| Het Wezeveld                                 | circa 1870                      |                 | Rijksstraatweg 150     | 52° 14' 18" NB, 6° 4' 60" OL | 0285/106 | Het Wezeveld                                 |
| Herenhuis                                    | 1909                            |                 | Rijksstraatweg 163     | 52° 14' 23" NB, 6° 5' 47" OL | 0285/107 | Herenhuis                                    |
| De Hofstede                                  | 1900-1950                       |                 | Rijksstraatweg 181     | 52° 14' 10" NB, 6° 4' 42" OL | 0285/108 | De Hofstede                                  |
| De Belte                                     | 1926                            |                 | Schakerpad 11          | 52° 13' 49" NB, 6° 7' 7" OL  | 0285/109 | De Belte                                     |
| Stationskoffiehuis                           | 1905                            |                 | Stationsstraat 31      | 52° 14' 17" NB, 6° 6' 6" OL  | 0285/110 | Stationskoffiehuis                           |
| De Heurne                                    | 18de eeuw                       |                 | Veenhuisweg 45         | 52° 13' 59" NB, 6° 6' 59" OL | 0285/111 | De Heurne                                    |

## Voorst
De plaats Voorst (inclusief omringende dorpen) kent 44 gemeentelijke monumenten:
| Object                             | Bouwjaar   | Architect | Locatie                  | Coördinaten                  | Nr.      | Afbeelding                         |
| ---------------------------------- | ---------- | --------- | ------------------------ | ---------------------------- | -------- | ---------------------------------- |
| De Hanekam                         | 1900       |           | Bandijk 1                | 52° 10' 52" NB, 6° 7' 3" OL  | 0285/112 | De Hanekam                         |
| De Beele                           | 1950-2000  |           | Beelelaan 4              | 52° 9' 52" NB, 6° 8' 60" OL  | 0285/113 | De Beele                           |
| De Bongerd                         | 1877       |           | Binnenweg 1              | 52° 10' 10" NB, 6° 8' 50" OL | 0285/114 | De Bongerd                         |
| De Emmelinkhof                     | 1838       |           | Bonenkampsweg 6          | 52° 11' 40" NB, 6° 7' 29" OL | 0285/115 | De Emmelinkhof                     |
| Rosmolen                           | 1854       |           | Breestraat 22            | 52° 9' 30" NB, 6° 8' 14" OL  | 0285/116 | Rosmolen                           |
| De Bloemkolk                       | 1854       |           | Breestraat 24            | 52° 9' 30" NB, 6° 8' 13" OL  | 0285/117 | De Bloemkolk                       |
| Hof van Bussloo (v.h. Breuninkhof) | 1900       |           | Breuninkhofweg 7 Bussloo | 52° 12' 2" NB, 6° 7' 33" OL  | 0285/118 | Hof van Bussloo (v.h. Breuninkhof) |
| De Klomperij                       | 1900-1950  |           | Bussloselaan 2           | 52° 11' 49" NB, 6° 7' 6" OL  | 0285/119 | De Klomperij                       |
| Wijnbergenshofstede sterrenwacht   | 1950-2000  |           | Bussloselaan 4           | 52° 11' 49" NB, 6° 7' 11" OL | 0285/120 | Wijnbergenshofstede sterrenwacht   |
| De Beer                            | 18de eeuw  |           | de Beer 1 t/m 6          | 52° 10' 25" NB, 6° 8' 28" OL | 0285/121 | De Beer                            |
| Hallenhuisboerderij                | 1950-2000  |           | De Halmen 6              | 52° 10' 53" NB, 6° 8' 31" OL | 0285/122 | Hallenhuisboerderij                |
| De Bottertonne                     | 1830       |           | Deventerweg 2            | 52° 12' 14" NB, 6° 8' 9" OL  | 0285/123 | De Bottertonne                     |
| St. Joseph, voormalige pastorie    | 1846       |           | Deventerweg 12a-14       | 52° 11' 53" NB, 6° 7' 52" OL | 0285/124 | St. Joseph, voormalige pastorie    |
| De Brempte                         | 1783       |           | Deventerweg 4            | 52° 12' 12" NB, 6° 7' 51" OL | 0285/125 | Meer afbeeldingen                  |
| Hof te Gietel                      | 1783       |           | Deventerweg 13           | 52° 11' 40" NB, 6° 7' 55" OL | 0285/126 | Meer afbeeldingen                  |
| Portierswoning op landgoed de Pol  | 1950-2000  |           | Deventerweg 17           | 52° 11' 29" NB, 6° 7' 47" OL | 0285/127 | Meer afbeeldingen                  |
| Hof te Praesink                    |            |           | Deventerweg 19           | 52° 11' 27" NB, 6° 7' 58" OL | 0285/128 | Meer afbeeldingen                  |
| De Stakenberg                      | 1326       |           | Deventerweg 20           | 52° 11' 37" NB, 6° 7' 42" OL | 0285/129 | Meer afbeeldingen                  |
| Belle Rensink                      |            |           | Deventerweg 21           | 52° 11' 20" NB, 6° 7' 53" OL | 0285/130 | Meer afbeeldingen                  |
| Winterakkers                       | 1850-1860  |           | Deventerweg 23           | 52° 11' 15" NB, 6° 8' 6" OL  | 0285/131 | Meer afbeeldingen                  |
| De Korte Bree                      | 1950-2000  |           | Deventerweg 27           | 52° 11' 13" NB, 6° 8' 5" OL  | 0285/132 | Meer afbeeldingen                  |
| De Gietelse Brouwerij              | 1900       |           | Deventerweg 28           | 52° 11' 29" NB, 6° 7' 43" OL | 0285/133 | Meer afbeeldingen                  |
| De Hoek                            | 1900-1950  |           | Deventerweg 30           | 52° 11' 24" NB, 6° 7' 44" OL | 0285/134 | Meer afbeeldingen                  |
| Groot Bornink                      | 1838       |           | Gravenstraat 2           | 52° 9' 50" NB, 6° 7' 19" OL  | 0285/135 | Groot Bornink                      |
| Bartelhofstede                     | 1900       |           | Haanstraat 4             | 52° 11' 33" NB, 6° 7' 21" OL | 0285/136 | Bartelhofstede                     |
| De Kempe                           | 1900-1950  |           | Haanstraat 6             | 52° 11' 43" NB, 6° 7' 10" OL | 0285/137 | De Kempe                           |
| De Leusbosch                       | 1850-1900  |           | Hoenweg 8                | 52° 9' 52" NB, 6° 9' 47" OL  | 0285/138 | De Leusbosch                       |
| Mon Répos                          | 1908       |           | Rijksstraatweg 18        | 52° 11' 1" NB, 6° 7' 58" OL  | 0285/139 | Mon Répos                          |
| Villa                              | 1908       |           | Rijksstraatweg 20        | 52° 11' 1" NB, 6° 7' 60" OL  | 0285/140 | Villa                              |
| Bakker Bril                        | 1900-1950  |           | Rijksstraatweg 24        | 52° 10' 60" NB, 6° 8' 7" OL  | 0285/141 | Bakker Bril                        |
| Rijksstraatweg 90                  | 1889       |           | Rijksstraatweg 90        | 52° 10' 16" NB, 6° 8' 31" OL | 0285/142 | Rijksstraatweg 90                  |
| Pastorie                           | 1847       |           | Rijksstraatweg 106A      | 52° 10' 7" NB, 6° 8' 36" OL  | 0285/143 | Pastorie                           |
| De Roskam                          | 1850-1900  |           | Rijksstraatweg 182       | 52° 9' 51" NB, 6° 8' 37" OL  | 0285/144 | De Roskam                          |
| Openbare School                    | 1908       |           | Schoolstraat 14          | 52° 10' 14" NB, 6° 8' 51" OL | 0285/145 | Openbare School                    |
| De Olde Wheme                      | 1602       |           | Schoolstraat 31          | 52° 10' 15" NB, 6° 8' 48" OL | 0285/146 | De Olde Wheme                      |
| De Ossekamp                        | 1770       |           | Tuinstraat 75            | 52° 10' 10" NB, 6° 7' 47" OL | 0285/147 | De Ossekamp                        |
| De Middelbeek                      | circa 1800 |           | Voorsterklei 5           | 52° 10' 45" NB, 6° 9' 47" OL | 0285/148 | Meer afbeeldingen                  |
| De Wellenstein                     | 1950-2000  |           | Voorsterklei 12          | 52° 10' 1" NB, 6° 10' 17" OL | 0285/149 | De Wellenstein                     |
| De Heetcole                        | 1758       |           | Voorsterklei 17          | 52° 9' 45" NB, 6° 10' 45" OL | 0285/150 | De Heetcole                        |
| Groot Hissink                      | 1838       |           | Watergatstraat 3         | 52° 10' 48" NB, 6° 7' 51" OL | 0285/151 | Groot Hissink                      |
| Villa                              | 1912       |           | Wilhelminaweg 7          | 52° 10' 20" NB, 6° 8' 38" OL | 0285/152 | Villa                              |
| Voormalige onderwijzerswoning      | 1950-2000  |           | Wilhelminaweg 10         | 52° 10' 19" NB, 6° 8' 36" OL | 0285/153 | Voormalige onderwijzerswoning      |
| Kootwijk                           | circa 1800 |           | Zandstraat 7             | 52° 11' 16" NB, 6° 7' 28" OL | 0285/154 | Kootwijk                           |
| Den Hanekamp                       | 1950-2000  |           | Zandstraat 14            | 52° 11' 15" NB, 6° 7' 4" OL  | 0285/155 | Den Hanekamp                       |

## Wilp
De plaats Wilp kent 20 gemeentelijke monumenten:
| Object                | Bouwjaar   | Architect | Locatie              | Coördinaten                   | Nr.      | Afbeelding            |
| --------------------- | ---------- | --------- | -------------------- | ----------------------------- | -------- | --------------------- |
| Het Kleine Zand       | 1820       |           | Buddezand 8          | 52° 14' 11" NB, 6° 8' 15" OL  | 0285/156 | Het Kleine Zand       |
| De Roskam             | 1900       |           | Dorpsstraat 36       | 52° 13' 8" NB, 6° 9' 7" OL    | 0285/157 | De Roskam             |
| Bethel, kerkzaal      | 1893       |           | Grotenhuisweg 13     | 52° 12' 47" NB, 6° 6' 51" OL  | 0285/158 | Bethel, kerkzaal      |
| 4-roedige steltenberg | 1900       |           | Grotenhuisweg 62     | 52° 12' 24" NB, 6° 6' 28" OL  | 0285/159 | 4-roedige steltenberg |
| Het Lokin             | 1850       |           | Houtwalstraat 2      | 52° 11' 53" NB, 6° 9' 20" OL  | 0285/160 | Het Lokin             |
| De Haghe              | 1850-1900  |           | Kerkstraat 15        | 52° 13' 15" NB, 6° 9' 0" OL   | 0285/161 | De Haghe              |
| Buiten 'de Haghe'     | 1878       |           | Kerkstraat 17        | 52° 13' 16" NB, 6° 9' 4" OL   | 0285/162 | Buiten 'de Haghe'     |
| Dorpspand             | 1900-1950  |           | Kerkstraat 26        | 52° 13' 9" NB, 6° 9' 8" OL    | 0285/163 | Dorpspand             |
| Dorpspand             | 1950-2000  |           | Kerkstraat 31        | 52° 13' 10" NB, 6° 9' 8" OL   | 0285/164 | Dorpspand             |
| De Weerklank          | 1900-1950  |           | Lathmerweg 9         | 52° 12' 47" NB, 6° 8' 39" OL  | 0285/165 | De Weerklank          |
| De Streppel           | 1950-2000  |           | Leemsteeg 2          | 52° 13' 20" NB, 6° 4' 0" OL   | 0285/166 | De Streppel           |
| Zandstein             | circa 1900 |           | Marsstraat 7         | 52° 12' 5" NB, 6° 9' 7" OL    | 0285/167 | Zandstein             |
| De Zandweide          | 1900       |           | Marsstraat 11        | 52° 12' 7" NB, 6° 9' 38" OL   | 0285/168 | De Zandweide          |
| Weltevreden           | circa 1835 |           | Molenallee 3         | 52° 12' 48" NB, 6° 7' 1" OL   | 0285/169 | Weltevreden           |
| De Hoge Weide         | 1874       |           | Oysedwarsweg 3       | 52° 12' 48" NB, 6° 10' 12" OL | 0285/170 | De Hoge Weide         |
| Voormalig meesterhuis | 1950-2000  |           | Rijksstraatweg 21    | 52° 13' 13" NB, 6° 8' 51" OL  | 0285/171 | Voormalig meesterhuis |
| Huize Welgelegen      | 1950-2000  |           | Rijksstraatweg 57    | 52° 12' 58" NB, 6° 8' 49" OL  | 0285/172 | Huize Welgelegen      |
| Keuler-Hofstede       | 1894       |           | Rijksstraatweg 59    | 52° 12' 57" NB, 6° 8' 48" OL  | 0285/173 | Keuler-Hofstede       |
| De Barchel            | 1880       |           | Voordersteeg 28      | 52° 13' 49" NB, 6° 8' 27" OL  | 0285/174 | De Barchel            |
| Nyhuis-Diepenveengut  | 1741       |           | Zwarte Kolkstraat 57 | 52° 12' 46" NB, 6° 5' 23" OL  | 0285/175 | Nyhuis-Diepenveengut  |

Aalten · 
Apeldoorn · 
Arnhem · 
Barneveld · 
Berkelland · 
Beuningen · 
Bronckhorst · 
Brummen · 
Buren · 
Culemborg · 
Doesburg · 
Doetinchem · 
Druten · 
Duiven · 
Ede · 
Elburg · 
Epe · 
Ermelo · 
Groesbeek · 
Harderwijk · 
Hattem · 
Heerde · 
Heumen · 
Lingewaard · 
Lochem · 
Maasdriel · 
Montferland · 
Neder-Betuwe · 
Nijkerk · 
Nijmegen · 
Nunspeet · 
Oldebroek · 
Oost Gelre · 
Oude IJsselstreek · 
Overbetuwe · 
Putten · 
Renkum · 
Rheden · 
Rozendaal · 
Scherpenzeel · 
Tiel · 
Ubbergen · 
Voorst · 
Wageningen · 
West Betuwe · 
West Maas en Waal · 
Westervoort · 
Wijchen · 
Winterswijk · 
Zaltbommel · 
Zevenaar · 
Zutphen